# Elfenbeingips
Elfenbeingips, auch Elfenbeinmasse oder Cauer-Masse, ist eine elfenbeinähnliche Masse aus hartem Gips mit feiner Kristallstruktur, weiteren mineralischen Substanzen und einem Bindemittel. Das Material, das 1842 von dem deutschen Bildhauer Karl Cauer entwickelt wurde, kann in Formen gegossen werden. Als Alternative zum relativ teuren Bronzeguss oder zum weniger haltbaren Gipsverfahren können Plastiken leicht reproduziert sowie preiswert und persistent hergestellt werden. Außerdem ist die Oberfläche von Elfenbeingips leicht zu reinigen.